# 孔璩之
孔璩之（？—？），会稽山阴人，孔子二十八代孙，孔廞之子，孔琳之之弟。
刘宋永初二年（421年），孔琳之上书弹劾尚书令徐羡之，徐羡之位居朝廷之首，不愿让别人看到自己犯法，就让自己的属下扬州治中孔璩之劝说孔琳之，让他罢手，孔琳之不答应，孔璩之坚持向哥哥陈请。孔琳之就说：“我触犯宰相，只是一人获罪，你绝对不会因此而被株连，何必这么勤快的替人说话？”从此百官震动，没有敢犯法的。
景平二年（424年）七月中旬，宋少帝被废，百官奉迎宜都王刘义隆继位，给事黄门侍郎孔璩之等人上表刘义隆，表示听命和欣喜。